# Wereldkampioenschappen synchroonzwemmen 1982 – Duet vrouwen
Het duet vrouwen tijdens de wereldkampioenschappen synchroonzwemmen 1982 vond plaats in Guayaquil, Ecuador.

## Uitslag
De eerste acht dueten, hier aangegeven met groen, gingen door naar de finale.
| Rang   | Naam                                    | Land                   | Kwalificatie | Kwalificatie | Finale        | Finale        |
| Rang   | Naam                                    | Land                   | Punten       | Rang         | Punten        | Rang          |
| ------ | --------------------------------------- | ---------------------- | ------------ | ------------ | ------------- | ------------- |
| Goud   | Sharon Hambrook Kelly Kryczka           | Canada                 | 188,1417     | 1            | 190,5417      | 1             |
| Zilver | Candy Costie Tracie Ruiz                | Verenigde Staten       | 185,8501     | 2            | 188,6501      | 2             |
| Brons  | Ikubo Abe Masako Fujiwara               | Japan                  | 180,3009     | 3            | 181,9000      | 3             |
| 4      | Caroline Holmyard Carolyn Wilson        | Verenigd Koninkrijk    | 174,3333     | 4            | 176,7333      | 4             |
| 5      | Catrien Eijken Marijke Engelen          | Nederland              | 173,2583     | 5            | 174,6583      | 5             |
| 6      | Maja Mast Caroline Sturzenegger         | Zwitserland            | 165,7250     | 6            | 167,1250      | 6             |
| 7      | Pascale Besson Muriel Hermine           | Frankrijk              | 163,1417     | 7            | 165,3417      | 7             |
| 8      | Eva-Maria Edinger Alexandra Worisch     | Oostenrijk             | 163,0500     | 8            | 162,8500      | 8             |
| 9      | Gudrun Hänisch Christine Lang           | Duitsland              | 162,1334     | 9            | Uitgeschakeld | Uitgeschakeld |
| 10     | Donella Burridge Lisa Steanes-Cristophe | Australië              | 159,2000     | 10           | Uitgeschakeld | Uitgeschakeld |
| 11     | Paula Carvalho Vivian Silva             | Brazilië               | 159,1667     | 11           | Uitgeschakeld | Uitgeschakeld |
| 12     | Claudia Novelo Veronica Pavon           | Mexico                 | 158,3834     | 12           | Uitgeschakeld | Uitgeschakeld |
| 13     | Janeth Hatiuzka Ilina Valdes            | Colombia               | 154,2667     | 13           | Uitgeschakeld | Uitgeschakeld |
| 14     | Marie Jacobsson Maria Nilsson           | Zweden                 | 153,8167     | 14           | Uitgeschakeld | Uitgeschakeld |
| 15     | Ximea Carias Lucia D'Andrade            | Dominicaanse Republiek | 151,9000     | 15           | Uitgeschakeld | Uitgeschakeld |
| 16     | Pamela Leli Alessandra Ripetti          | Italië                 | 151,4917     | 16           | Uitgeschakeld | Uitgeschakeld |
| 17     | Robin Cody Nitza Vivoni                 | Puerto Rico            | 151,1084     | 17           | Uitgeschakeld | Uitgeschakeld |
| 18     | Uina Dacosta Luisa Espinosa             | Cuba                   | 150,6750     | 18           | Uitgeschakeld | Uitgeschakeld |
| 19     | Sarah Hill Deborah Ward                 | Zimbabwe               | 145,6167     | 19           | Uitgeschakeld | Uitgeschakeld |
| 20     | Ana Amicarella Monica Maldonado         | Venezuela              | 144,1333     | 20           | Uitgeschakeld | Uitgeschakeld |
| 21     | Fadwa Eid Manal Eid                     | Egypte                 | 137,9750     | 21           | Uitgeschakeld | Uitgeschakeld |